# Ruslan Zhaksylykov
Ruslan Fahituly Zhaksylykov (en kazajo: Руслан Фатихұлы Жақсылықов, romanizado: Ruslan Fahitūly Jaqsylyqov; Kaskelen, 4 de marzo de 1966) es un oficial militar (coronel general) kazajo que entre el 19 de enero de 2022 y el 8 de junio de 2025 se desempeñó como ministro de Defensa de Kazajistán.

## Biografía

### Infancia y educación
Ruslan Zhaksylykov nació el 4 de marzo de 1966 en la ciudad de Kaskelen en la provincia de Almatý. En 1983, asistió a la Escuela Superior de Comando de Armas Combinadas de Alma-Ata (actual Instituto Militar de las Fuerzas Terrestres de Kazajistán), donde se le enseñó comando táctico antes de graduarse en 1987.
Desde mediados de la década de 1990, Jaqsylyqov residió en Rusia, donde asistió a la Academia Militar Frunze y obtuvo la especialidad en «Inteligencia militar táctica operativa del Estado Mayor de Comando» en 1996 y luego a la Academia Militar del Estado Mayor General de las Fuerzas Armadas de Rusia, donde estudió la especialidad de «Seguridad militar del estado» en 2004.

### Carrera militar
En septiembre de 2003 fue elegido miembro del Shymkent City Mäslihat (la cámara legislatura unicameral de la ciudad de Shymkent), donde trabajó durante un breve período, hasta febrero de 2004, momento en que se convirtió en comandante de brigada de las tropas internas del Ministerio del Interior de Kazajistán.
A partir de 2006 se desempeñó como subcomandante de las tropas del interior antes de ser ascendido a primer subcomandante y jefe del Estado Mayor principal en 2007. El 4 de septiembre de 2008 fue nombrado comandante titular y ocupó el cargo hasta el 22 de enero de 2013, cuando se convirtió en el comandante en jefe. Desde el 24 de abril de 2014 encabezó la Guardia Nacional como comandante en jefe.
En un informe de agosto de 2019 publicado por Time.kz fue acusado de extorsionar a V.S. GOLD COMPANY LLP., una empresa contratada que proporcionaba comidas al personal regional de la Guardia Nacional de Kazajistán, lo que resultó en una reducción drástica de los fondos que, de otro modo, habrían cubierto los costos de las comidas, dejando a los soldados de la unidad más desnutridos mientras que Jaqsylyqov, entre otros oficiales de alto rango, vivían un estilo de vida lujoso alojándose en hoteles de cinco estrellas y pidiendo café, refrescos y helados en terminales VIP a expensas del dinero de la empresa.
El 29 de septiembre de 2021, mientras comandaba la Guardia Nacional, se convirtió en viceministro del Interior. Tras las protestas en Kazajistán de 2022, el presidente Kasim-Yomart Tokaev lo nombró ministro de Defensa el 19 de enero de 2022, en sustitución de Murat Bektanov, quien fue, poco después, arrestado debido a sus errores en el manejo de los disturbios. Durante la visita a la guarnición en Almatý el 11 de febrero de 2022 premió a los militares que resultaron heridos en los disturbios y señaló que todo el personal militar seguirá sirviendo en las Fuerzas Armadas.
El 8 de junio de 2025, el presidente de Kazajistán, Kasim-Yomart Tokáev, reemplazó a Zhaksylykov y lo sustituyó por su adjunto y jefe de las Fuerzas de Defensa Aérea, Dauren Kosanov.